# Räuberroman
Der Räuberroman ist ein seit dem 18. Jahrhundert in der deutschen und englischen Literatur populäres Genre des Romans. Im Zentrum der Erzählung ist der „edle Räuber“, der zwar außerhalb der Gesetze steht, Verbrechen begeht und oft auch als „Verbrecher“ endet, andererseits jedoch auch als Beschützer und Befreier der Armen und Rechtlosen oder als Empörer gegen die Willkür der Machthaber auftritt. Aus diesem Verhältnis zwischen Helden- und Antiheldenfigur, in das der Protagonist gestellt ist, erwächst das literarische Spannungsfeld. Räuberromane entstanden vor allem in politischen Übergangsphasen, in denen sie zur Projektionsfläche für die Auseinandersetzung zwischen alten und neuen Herrschaftsstrukturen wurden.

## Historische Entwicklung

### Vorformen und Stoffgeschichte
Als erste Vorstufe des Räuberromans gilt eine 1678 erschienene englische volksbuchartige Prosa-Erzählung, die von der (historisch nicht fassbaren) Figur Robin Hood handelte; dieser hatte sich bereits von einem Freisassen zu einem Geächteten gewandelt. Bereits zu Beginn des 16. Jahrhunderts hatte die literarische Resonanz mit Balladen begonnen und setzte sich in mehreren Sammlungen wie Robin Hoods Garland (1670) sowie Thomas Percys Reliques of Ancient English Poetry (1765) und Joseph Ritsons Robin Hood (1795) fort. Sie bleibt während des elisabethanischen Zeitalters in der Geschichtsschreibung, vor allem aber im Drama erhalten und wurde später eine der hauptsächlichen Vorlagen für die späteren Stoffbearbeitungen in der Trivialliteratur bis zu den Adaptionen in der Kinder- und Jugendliteratur und in Filmen, wobei hier der Charakter der Abenteuererzählung überwog.
Zu den sagenhaften Volksüberlieferungen kamen dann im 17. und 18. Jahrhundert Heldenerzählungen wie Daniel Defoes The History and Remarkable Life of the Truly Honourable Colonel Jacque (1722), Henry Fieldings satirischem The History of the Life of the Late Mr. Jonathan Wild the Great (1743). Eine neue Richtung schlug der Piratenroman ein, von Defoes Life, Adventures and Piracies of Captain Singleton (1720) bis zu James Fenimore Coopers The Red Rover (1827) um die Figur des Seepiraten.
Mit der politischen Entwicklung, welche die Auflehnung gegen das Ancien Régime einleitete und die schließlich in die Ausbildung neuer bürgerlicher Normen mündete, fand der Räuberroman neuen Auftrieb. Die bürgerliche Protesthaltung und das Freiheitspathos, das im deutschen Sturm und Drang ihren Ausdruck fanden, verbanden sich mit Jean-Jacques Rousseaus Idealisierung des „edlen Wilden“ und ihrer Übertragung auf die Figur des „edlen Räubers“, die die zeitgenössische Entwicklung des Bandenwesens als aktuellen Bezug aufgriff und soziologisch umdeutete.

### Räuberromane seit der Wende zum 19.Jahrhundert
Der Ausgangspunkt des eigentlichen Räuberromans wurde Friedrich Schillers Drama Die Räuber (1781), das die bisherigen Tendenzen – Gestaltung der Heldenfigur, politisch-soziale Spannungen, die Veränderungen des Menschenbildes – in der Gestalt des Karl Moor zusammenfasst und popularisiert. In der Folge dieses Schauspiels und der zeitgleich entstehenden marktorientierten Unterhaltungsliteratur teilt sich das Genre in zwei Hauptströmungen; diese überlagern sich teilweise.
Die erste Form tritt mit dem künstlerischen Anspruch auf, eine psychologische Vertiefung des Stoffs zu leisten und sozial- oder zeitkritische Ziele zu verfolgen. Hier ist Schillers Kriminalbericht Der Verbrecher aus verlorener Ehre (1786, ursprünglicher Titel Verbrechen aus Infamie) zu nennen, daneben Heinrich von Kleists Novelle Michael Kohlhaas (1808/1810) und (teilweise) Achim von Arnims Angelika, die Genueserin, und Cosmus, der Seilspringer (zusammen mit Isabella von Ägypten erschienen in der so genannten Novellensammlung von 1812), später auch Hermann Kurz’ Roman Der Sonnenwirt über Schillers Sturm-und-Drang-Stoff, der nun allmählich abzusinken beginnt. Zu diesem Typus zählt in späteren Jahren Leonhard Franks Roman Die Räuberbande (1914) mit den Fortsetzungen Das Ochsenfurter Männerquartett (1927) und Von drei Millionen drei (1932), vor allem Die Jünger Jesu (1949), auch Giuseppe Bertos Il brigante (1951) und – teilweise – Alfred Döblins Die drei Sprünge des Wang-lun (1915).
Historische Ereignisse verarbeiteten u. a. Walter Scott in Rob Roy und in den Robin-Hood-Episoden von Ivanhoe (1819), welche zugleich in die Nähe des Ritterromans treten, Cooper in The Bravo (1831) und Carl Zuckmayers Moritatenstück Schinderhannes (1927). Sie greifen u. a. die Tradition der Volksüberlieferungen und frühere literarische Ausgestaltungen wieder auf.
Die zweite Form ist eher eine Vermischung mit Formen des Abenteuer- und Kriminalromans, auch mit denen des Geheimbundromans und der Gothic Novel. Sie umfasst vor allem spannungsbetonte Werke, die in den trivialen Genres auch eher private oder soziale Wunschvorstellungen abbilden bzw. der Befriedigung des Sensationsbedürfnisses durch Kolportage dienen, als künstlerische Tiefe anzustreben. Figuren wie die Räuberbraut oder anderer Frauen im Bann des Räubers und dessen stereotypische Charakterdarstellung schaffen eher eine Nähe zu erotisch-pornografischen, sentimentalen, mitunter kitschigen Sphären.
Zu den bekanntesten Werken zählen Heinrich Zschokkes Geheimbundroman Abällino der große Bandit (1793) als Vorläufer der Schauerromantik und Christian August Vulpius’ sechsbändiger Rinaldo Rinaldini, der Räuberhauptmann (Teilbände 1799–1801), der als populärstes deutschsprachigen Werk der Gattung bis ins 20. Jahrhundert immer wieder neu aufgelegt, bearbeitet und mehrfach verfilmt wurde, schließlich Carl Gottlob Cramers in Serienproduktion verfasste Kolportageromane wie Der Dom-Schütz und seine Gesellen (1803).
Eine Verbindung zum (literarisch anspruchsvollen) Kriminalroman findet sich bei Eugène Sue in Les Mystères de Paris (1843), Alexandre Dumas des Älteren La San-Felice et Emma Lyonna (1865) und in Charles Dickens’ Fortsetzungsromanen, zum Abenteuerroman in Robert Louis Stevensons Treasure Island (1883), speziell zum Wildwestroman in Friedrich Gerstäckers Die Flußpiraten des Mississippi (1848). Die meist lose, novellistisch geschulte Erzähltechnik betont eher eine Kette einzelner, handlungsreicher Ereignisse statt geschlossener Handlungsstränge.

## Weitere Autoren und Werke
- William Harrison Ainsworth: Jack Sheppard. 1839–1840 (deutsch: Brigantenjack. Räuberroman aus dem alten England. Nach einer alten Übersetzung bearbeitet. 1991).
- Johann Friedrich Ernst Albrecht: Dolko, der Bandit. Zeitgenosse Rinaldo Rinaldinis. 1801.
- Ignaz Ferdinand Arnold: Die Grafen von Moor. Ein Familiengemälde. 2 Bde. Rudolstadt: Langbein und Klüger 1802.
- Ignaz Ferdinand Arnold: Der schwarze Jonas, Kapuziner, Räuber und Mordbrenner. Erfurt 1805.
- Sophie Albrecht
- Johann Jakob Brückner: Dianora, Gräfin Martagno, Rinaldo Rinaldinis Geliebte. Ein romantisches Gemälde in 2 Theilen und 8 Büchern. Leipzig: Joachim 1799.
- Wilhelm Hauff: Das Wirtshaus im Spessart. 1827.
- August Leibrock: Aranzo, der edle Räuberhauptmann. Ein Schrecken in Spaniens Thälern und Gebürgen. 2 Bde., Leipzig 1820.
- Carl Schöpfer: Himlo Himlini, der Räuber-Hauptmann in Spanien mit seiner gefürchteten Bande. Großes Räuber-Gemälde. 2 Bde., Nordhausen 1833.

## Verfilmungen
- Rinaldo Rinaldini, Fernsehserie Deutschland/Frankreich 1968